# 書道 (大学寮)
書道（しょどう）とは、日本律令制の大学寮において、書道について教えた学科。
『日本書紀』持統天皇5年（691年）9月4日条に書博士（てかきのはかせ）百済の末士善信に銀20両を賜うとあり、これが書道に関する最古の記事であるが、この人物の記事は他になく詳細は不明である（天智天皇7年（668年）4月6日条に百済（熊津都督府か）が末都師父らを遣わしてきたとあるが16日に帰国しており関連は不明）。
律令制下では書博士が書生を教えることとされていたが、学令には書生に関する規定はあるものの、学生定員を定めた職員令には書生の定員規定が書かれておらず、若干名であったと考えられている（『続日本紀』天平宝字2年11月甲午条に淳仁天皇から書生に生糸が授けられたとする記事があり、全くいなかった訳ではない）。書生は書の良し悪しによって優越が判定され、『説文解字』の理解など字体などについての知識も求められた唐の制度よりも簡素化されており、試験に及第して内記などの書記的な官職に配されたようである。また、書博士の職務も本科（後の明経道）の学生に書を教えることが主であったようである。学令書学生条によれば、上中下の3段階で評価され、上中であれば及第とされ算道の甲第・乙第と同様に明法の例（選叙令秀才出身条）に準じて、上第に大初位上、中第に大初位下が叙位された。
平安時代に入ると、書博士の地位を讃岐国多度郡出身の佐伯氏が独占するようになるが、初代東寺長者とされる実恵が書博士の佐伯酒麻呂らから儒学を学んだと伝えられる（ただし、実恵自身も佐伯氏の出身である。また、佐伯酒麻呂は実恵の師である三筆の1人空海の実弟であることが、『日本三代実録』貞観3年11月11日条より分かる）ように、明経道の教員の一員同然となり、酒麻呂の子豊雄も「以彫虫之小、忝学館之末員」（『日本三代実録』貞観3年11月11日条）と評されるように官印の刻印を担当する職務（『延喜式』太政官式・中務省式に規定がある）が主となっていくようになる。11世紀に入ると、書博士そのものが明経博士を世襲した清原氏・中原氏の一族のための待機ポスト（明経道の職に空きが出来るまで暫時任じられる官職）と化してしまい、学科としての書道は完全に消滅したと考えられている。